# Резник, Семён Давыдович
Семён Давыдович Резник (род. 21 декабря 1941, Андижан, Узбекская ССР, СССР) — советский и российский экономист и социолог, деятель российской науки и высшего образования. Доктор экономических наук, профессор. Заслуженный работник высшей школы Российской Федерации (1998). Заслуженный деятель науки Российской Федерации (2008). Лауреат премии Правительства РФ в области образования (1999). Директор института экономики и менеджмента ПГУАС (1994 — 2018). Заведующий кафедрой «Менеджмент» ПГУАС с 1993 года по 2024 год.

## Биография
Родился 21 декабря 1941 года в городе Андижан Узбекской ССР.
С 1945 года проживал в г. Киеве. В 1959 г. окончил среднюю школу № 100 города Киева.
В 1964 году окончил Пензенский инженерно-строительный институт по специальности «промышленное и гражданское строительство», квалификация «инженер-строитель».
С 1965 года — член Союза журналистов СССР. С 1991 года — член Союза журналистов России.
С 1967 по 1970 гг. обучался в аспирантуре Центрального научно-исследовательского и проектного института сельского строительства Минсельстроя СССР, работал старшим научным сотрудником этого института.
С 1973 по 1977 гг. возглавлял отдел трудовых ресурсов Всесоюзного научно-исследовательского и проектного института труда в строительстве Госстроя СССР (г. Москва).
В 1977 году избран заведующим кафедрой экономики и организации строительства Пензенского инженерно-строительного института, на базе которой в 1993 году организовал кафедру «Менеджмент» ПГУАС , которую возглавляет по настоящее время.
В 1994 году С.Д. Резник избирается деканом факультета «Менеджмент в строительстве», а с 1997 по 2018 гг. работал директором созданного на основе этого факультета Института экономики и менеджмента ПГУАС.

## Научная деятельность
В 1989 году С.Д. Резник защитил докторскую диссертацию на тему «Управление трудовыми ресурсами отрасли народного хозяйства», а в 1990 году ему было присвоено ученое звание профессора.
С.Д. Резник - основатель и руководитель научно-педагогической школы «Управление человеческим потенциалом в социальных и экономических системах». Среди основных направлений исследований учёных школы: 1) менеджмент в строительстве,2) менеджмент в высшем учебном заведении, 3) менеджмент в сфере науки, 4) менеджмент в российской семье и домашнем хозяйстве, 5) менеджмент в организации личной деятельности деловых людей.
В рамках основного научного направления школы осуществил и реализовал в практике деятельности предприятий и организаций широкий комплекс теоретических и практических исследований в области управления человеческим потенциалом в социально-экономических системах.
Значительное внимание в Школе уделяется подготовке научно-педагогических кадров высшей квалификации. Всего в рамках Школы защищены пять докторских и более 60 кандидатских диссертаций. Под личным руководством С.Д. Резника защищено 2 докторские и 39 кандидатских диссертаций по экономическим наукам, 21 диссертация защищена под руководством воспитанников С.Д. Резника.

## Публикации
Автор более 500 научных публикаций: в ведущих научных рецензируемых журналах, индексируемых в БД Scopus и WoS, включённых в Перечень Высшей аттестационной комиссии (ВАК) при Министерстве науки и высшего образования Российской Федерации, учебных и учебно-методических пособий, монографий (в том числе коллективных). Индекс Хирша — 33.

### Основные труды
Монографии
- Резник С.Д. Дороги к менеджменту: о себе и окружавших меня людях, о времени и событиях. Изд. 5-е, перераб. и доп. М.: Инфра-М, 2021. 508 с. ISBN 978-5-16-013830-5
- Макарова С.Н., Резник С.Д. Магистранты российского университета: управление социальным поведением и профессиональной подготовкой. М.: Инфра-М, 2021. 233 с. ISBN 978-5-16-016402-1
- Резник С.Д., Чемезов И.С. Менеджеры университета: теория, практика и эффективность организации личной работы: монография. М.: Инфра-М, 2021. 306 с. ISBN 978-5-16-016498-4
- Резник С.Д., Усов В.Р. Самоорганизация и личная эффективность: секреты и уроки жизни организованного человека. – М.: ИНФРА-М, 2018. 280 с. ISBN 978-5-16-013568-7
- Резник С.Д. Трудовые ресурсы в строительстве. - М.: Стройиздат, 1982. - 183 с.
- Резник С.Д. Трудовая дисциплина в строительстве. - М.: Стройиздат, 1986. - 62 с.
- Резник С.Д. Мастер - руководитель и организатор трудового коллектива строителей. М.: Стройиздат, 1987. 239 с.

Учебники и учебные пособия
- Васильев В.М., Панибратов Ю.П., Резник С.Д., Хитров В.А. Управление в строительстве: Учебник для вузов. - М.; СПб.: Изд-во Ассоц. строит. вузов, 1999. - 348 с. ISBN 5-93093-104-6
- Резник С.Д., Черниковская М.В. Организационное поведение. Учебник для вузов. Гриф Минобрнауки РФ. – М.: Инфра-М, 2021. 199 с. ISBN 978-5-406-04930-3
- Резник С.Д. Управление кафедрой : учебник для системы дополнительного образования - повышения квалификации руководящих кадров высших учебных заведений. - М.: ИНФРА-М, 2021. - 633 с. ISBN 978-5-16-001875-1
- Резник С.Д. Основы диссертационного менеджмента Учебник. Гриф. УМО – М.: ИНФРА-М, 2014. 287 с. ISBN 978-5-16-009134-1
- Резник С.Д., Бондаренко В.В., Удалов Ф.Е., Чемезов И.С. Персональный менеджмент: Учебник для вузов. Москва: Инфра-М, 2019. 557 с. ISBN 978-5-16-005084-3
- Резник С.Д. Аспирант вуза: технологии научного творчества и педагогической деятельности: учебник. 7-е издание, исправленное и дополненное. Москва: Инфра-М, 2019. 400 с. ISBN 978-5-16-013585-4

Статьи в научных журналах
- Резник С.Д., Сазыкина О.А. Научно-методическое и организационное обеспечение государственной итоговой аттестации выпускников высшей школы // Alma mater (Вестник высшей школы). 2021. № 4. С. 70-78.
- Резник С.Д., Сазыкина О.А. Проректоры российского университета: социологический портрет и структурные изменений // Университетское управление: практика и анализ. 2020. Т. 24. № 1. С. 119-132.
- Макарова С.Н., Резник С.Д. Магистранты российского университета: социальное поведение и качество обучения // Высшее образование в России. 2019. Т. 28. № 11. С. 9-21.
- Резник С.Д., Черниковская М.В. Социальная устойчивость студенческой молодежи России: как оценивают её сами студенты // Интеграция образования. 2019. Т. 23. № 1 (94). С. 85-99.
- Reznik S.D., Yudina T.A. Key milestones in the development of reputation management in Russian universities // European Journal of Contemporary Education. 2018. Т. 7. № 2. С. 379-391.
- Reznik S.D., Vdovina O.A. Regional university teacher: evolution of teaching staff and priority activities // European Journal of Contemporary Education. 2018. Т. 7. № 4. С. 790-803.
- Резник С.Д., Вдовина О.А. Преподаватель российского вуза: мотивы и приоритеты деятельности // Социологические исследования. 2017. № 6 (398). С. 132-137.

## Награды, звания и премии
- Почётная грамота Президента Российской Федерации (2017)[7][8];
- Медаль «За трудовое отличие» (1986);
- Заслуженный работник высшей школы Российской Федерации (1998)[9];
- Заслуженный деятель науки Российской Федерации (2008)[10];
- Премия Правительства Российской Федерации в области образования (1999)[11];
- Медаль К. Д. Ушинского (2001);
- Медаль ордена «За заслуги перед Пензенской областью» (2016)[12];
- Памятный знак «За заслуги в развитии города Пензы» (решение ПГД 09.12.2011 № 793-34/5)[13].

## Документальные фильмы и телепередачи
- «Интересная персона»: Семён Резник, фильм ГТРК «Пенза», 26.12.2016.
- Резник Семён Давыдович в программе «У камина» (ГТРК «Россия 1. Пенза», 2014).
- Резник Семён Давыдович (Пензенская областная библиотека имени М.Ю. Лермонтова, 2014).